# 石垣優香
石垣 優香（いしがき ゆか、1989年7月22日 - ）は、日本の卓球選手。愛知県出身。身長159.6cm。右シェーク裏表カット主戦型。ITTF世界ランキング最高位は19位(2015年9月)。段級位は5段。日本生命レッドエルフコーチ兼主将を務めた。

## 来歴
9歳から卓球を始める。幼少期に卓伸クラブで腕を磨き、名古屋市立日比野中学校在学中の2003年に全国中学校卓球大会で3位になり、2004年には優勝した。
2007年11月にベトナムのハノイで行われたアジアカップに水谷隼、下山隆敬、石川佳純と共に派遣され6位となった。秀光中等教育学校卒業後、淑徳大学に進学した。
2008年12月に行われたITTFプロツアーグランドファイナルの21歳以下の部、女子シングルスで優勝した。2009年に横浜アリーナで行われた第50回世界卓球選手権個人戦では2回戦で世界ランキング3位（当時）の李暁霞に敗れたが1ゲームを取る健闘を見せた。また、この年の荻村杯では福原愛に勝利し、最終的に女子シングルスでは3位に入賞している。
2011年、第51回世界卓球選手権個人戦 (ロッテルダム大会）に出場。
2012年、第51回世界卓球選手権団体戦 (ドルトムント大会）に出場。
2014年、第52回世界卓球選手権団体戦（東京大会）に出場。 日本チームの三番手として、31年ぶりの決勝進出に貢献した。
2015年9月、自身最高の世界ランク19位となった。
2017年には同じ卓球選手である笠原弘光と結婚。
2018年1月、全日本卓球選手権大会のベスト8を最後に現役を退いた。その後Tリーグに参加する日本生命レッドエルフコーチ兼主将として復帰。
2018年度から女子ホープスナショナルチームのコーチを務め、2019年度から女子ジュニアナショナルチームのコーチを併任している。
2020年6月13日に第1子（長男）出産。

## 主な戦績
- 2002年　全日本卓球選手権大会（カデットの部）：13歳以下女子シングルス優勝
- 2003年　全国中学校卓球大会：女子シングルス3位
- 2003年　全日本卓球選手権大会（カデットの部）：女子ダブルス優勝
- 2004年　全国中学校卓球大会：女子シングルス優勝
- 2004年・2006年世界ジュニア卓球選手権大会：女子団体2位
- 2005年・2006年・2007年世界ジュニア卓球選手権大会：女子ダブルス3位

- 2006年
  - 平成17年度全日本卓球選手権大会 ジュニア女子シングルス 準優勝
- 2007年
  - アジアジュニア卓球選手権大会：女子シングルス3位
  - ITTFプロツアー荻村杯：U-21女子シングルス優勝
- 2008年
  - ITTFプロツアーブラジルオープン：女子シングルス3位、女子U21優勝
  - ITTFプロツアーグランドファイナル マカオ大会：女子U-21優勝
- 2009年
  - 第50回世界卓球選手権個人戦横浜大会：女子シングルスベスト64（2回戦敗退）
  - ITTFプロツアー荻村杯：女子シングルス3位
  - 第6回全日本学生選抜卓球選手権大会 女子シングルス 優勝
  - 季関東学生リーグ戦：女子団体:淑徳大学優勝
- 2010年
  - ITTFプロツアー荻村杯：女子ダブルス優勝（山梨有理とペア）
  - ITTFプロツアーエジプトオープン：女子シングルス優勝
  - ITTFプロツアーポーランドオープン：女子U21優勝
  - ITTFプロツアーグランドファイナル 韓国大会：女子U-21優勝(2回目)
- 2011年
  - ITTFプロツアースペインオープン：女子ダブルス準優勝（山梨有理とペア）
  - 第51回世界卓球選手権個人戦（ロッテルダム大会）：出場
  - 第26回ユニバーシアード競技大会：準優勝（御内健太郎とペア）
  - 平成23年度全日本選手権(団体の部)優勝（淑徳大学）
- 2014年
  - 第52回世界卓球選手権団体戦（東京大会）：準優勝
- 2016年
  - ITTFワールドブルガリアオープン：女子シングルス 優勝
- 2017年
  - 日本卓球リーグ40周年記念2017シチズンカップ日本卓球リーグ選手権大会 女子シングルス 優勝
  - 第26回日本卓球リーグ・ビッグトーナメント 女子シングルス 準優勝

## 成績
※最高成績

### シングルス
- 世界卓球選手権 ベスト64（2009, 2011）
- ITTFワールドツアー・グランドファイナル ベスト16（2014）

### ダブルス
- 世界卓球選手権 ベスト16（2011）

### 団体戦
- 世界卓球選手権 銀メダル（2014）

## テレビ番組
- みらいのつくりかた 世界卓球日本代表・石垣優香（2014年4月24日、テレビ東京）[9]